# A. G. Cook
Alexander Guy Cook (nascido em 23 de agosto de 1990) é um produtor musical, cantor, compositor inglês e chefe da gravadora britânica PC Music. Cook lançou seus primeiros singles solo em 2014. Ele também colaborou com artistas da PC Music como Hannah Diamond, GFOTY, EASYFUN, Danny L Harle e felicita. Ele formou o projeto único, QT, com a personalidade musicista Sophie e a personalidade que trabalha como artista de performance Hayden Dunham, produzindo o single de 2014, "Hey QT".
Cook veio aos olhos do público como diretor criativo de Charli XCX e produziu executivamente seus projetos: Number 1 Angel, Pop 2, Charli e How I'm Feeling Now. Cook foi nomeado #12 no 100 por "redefinir o estilo e a cultura jovem em 2015 e além" da Dazed. Cook lançou seus dois álbuns de estreia, 7G e Apple, e recebeu o prêmio
Hitmakers Innovator of The Year da Variety em 2020.
Desde a fundação da PC Music em agosto de 2013, a gravadora de Cook já representou mais de 20 artistas lançando músicas dentro de um estilo semelhante, em que tropos da música pop mainstream dos anos 1990 e 2000 são amplificados. Este estilo de tropos pop exagerados cresceu para servir como a base do microgênero hyperpop, que Cook é creditado por desenvolver e popularizar.

## Vida pregressa
Alexander Guy Cook é filho do arquiteto inglês, Sir Peter Cook, e da arquiteta israelense, Yael Reisner. Frequentou a Goldsmiths, Universidade de Londres, onde estudou música.
Foi na Goldsmiths que ele se reconectou com Danny L Harle, com quem ele estudou na adolescência. Os dois se uniram por causa de seus gostos musicais compartilhados e interesse pela dupla de comédia Tim & Eric. Isso se transformou em um projeto musical chamado Dux Content.

## Carreira

### 2011–2013: Início da carreira
Como não tinham vocalista, a Dux Content se concentrou em experimentos musicais como métricas compostas e mudanças em andamento. Um de seus trabalhos anteriores foi uma coleção de composições para o Disklavier, lançada com Spencer Noble e Tim Phillips sob o nome "Dux Consort".

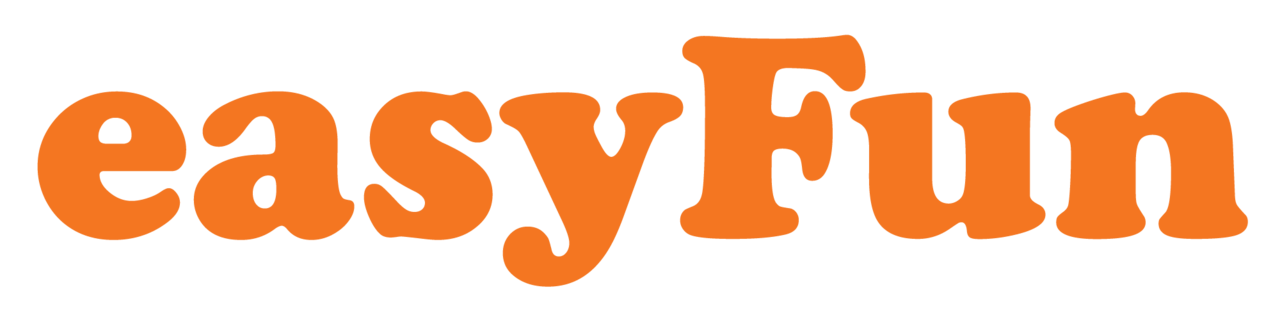
Cook trabalhou em gráficos para atos da PC Music, incluindo easyFun e Maxo.

Cook criou Gamsonite, uma "pseudo-gravadora" coletando suas primeiras colaborações. A Dux Content lançou suas músicas com estranhas representações de avatares digitais para artes promocionais. Eles contribuíram para a trilha sonora do filme de animação Heart of Death de Alicia Norman e começaram a considerar um programa de televisão infantil intitulado Dux Content's Jungle Jam. Cook e Harle exploraram como construir ritmos a partir do ritmo natural de canto de andamento de um vocalista e lançaram os resultados como "Dux Kidz". O projeto foi notado pela personalidade atuante em produção musical Sophie, que mais tarde trabalhou com atos da PC Music. Cook começou a trabalhar na construção de sites chamativos com Hannah Diamond e decidiu se concentrar no uso de sites para promover a música.

### 2013–2015: Fundação da PC Music
Em agosto de 2013, Cook fundou a PC Music como uma forma de abraçar um papel de A&R, com o objetivo de "gravar pessoas que normalmente não fazem música e tratá-las como se fossem artistas de uma grande gravadora". Em janeiro de 2014, Cook lançou "Keri Baby" como seu primeiro single solo, com vocais de Diamond. A faixa usa clichês pop e vocais com falhas para retratar Diamond como uma entidade digital em uma tela. Seu single seguinte "Beautiful" foi lançado em junho. "Beautiful" é um pastiche de eurodance, com vocais agudos e alterados e sons donk. A revista Fact, a chamou de "hino de-facto" da PC Music, e a música recebeu um remix do produtor escocês Rustie.

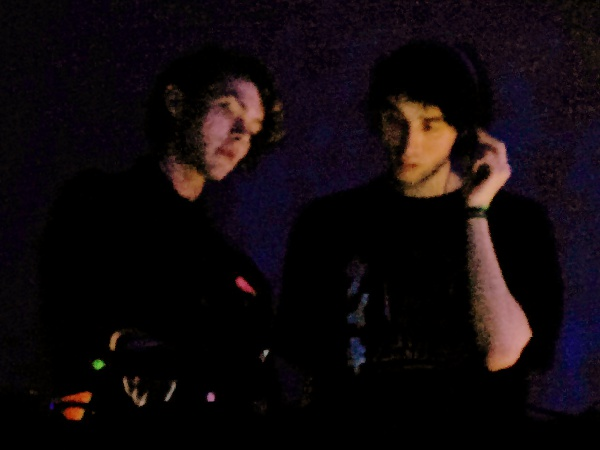
Sophie (esquerda) e Cook (direita) produziram o single "Hey QT" de QT

Cook trabalhou com Sophie para produzir uma música para QT, uma cantora pop interpretada pela personalidade americana que atua como artista de performance, Hayden Dunham. Sophie encontrou Cook através de seu trabalho online e queria usar uma música para comercializar uma bebida energética QT. Sua colaboração resultante "Hey QT" foi lançada em agosto de 2014 pela XL Recordings.
Em 22 de dezembro de 2014, A. G. Cook lançou "What I Mean" de seu mix "Personal Computer Music" como single. O single foi disponibilizado para download gratuito através do canal do SoundCloud, "Free Music Monday", da apresentadora de rádio Annie Mac. Abrindo com diálogos abafados, a música incorpora vocais robóticos e um sample do artista de R&B, Chuckii Booker. Seu arranjo baseado em órgão era uma visão mais comovente do estilo usual de dance-pop de Cook. Depois de discutir uma colaboração em um álbum de Charli XCX, Cook contribuiu com um remix oficial de seu single, "Doing It", com participação de Rita Ora.
O trabalho de Cook recebeu reconhecimento nas listas de final de ano de 2014. "Keri Baby" foi listado na posição 5 das "20 Melhores Faixas de 2014" da revista, Dummy, e de "13 Faixas Obscuras de 2014" do BuzzFeed, número 1 nas "Faixas Favoritas de 2014" do Gorilla vs. Bear, número 2 no "Top 20 Faixas de 2014" na Dazed & Confused. A Pitchfork Media classificou "Beautiful" número 30 em sua lista de "As 100 Melhores Faixas de 2014".
Em março de 2015, a PC Music de Cook foi para os EUA para mostrar todos os 11 talentos de sua gravadora na Empire Garage em Austin, Texas, como parte do SXSW. A mostra recebeu críticas positivas, com o The Guardian dizendo "todo o conjunto estrondoso de A. G. Cook [mostra] que este é um selo que se recusa a ser confinado por definições de gênero ou bom gosto". Em 8 de maio de 2015, Cook se apresentou como parte de um show da PC Music no BRIC House no Brooklyn, Nova York, como parte do Red Bull Music Academy Festival. O show foi anunciado como a estreia do Pop Cube, "uma rede de realidade multimídia".
"Superstar", o quinto single de Cook, foi lançado via PC Music em 13 de julho de 2016. No dia de seu lançamento, Cook revelou via Twitter que "Superstar" estava em trabalho há mais de dois anos, originalmente começando como uma "apresentação de primeira linha" para o DJ de electro house, Zedd.
Em abril de 2016, o produtor musical experimental Oneohtrix Point Never, postou um vídeo enigmático em seu Instagram que parecia mostrar Cook trabalhando em um remix de "Sticky Drama", um single de seu álbum de 2015, Garden of Delete. O remix foi posteriormente lançado de surpresa em 16 de dezembro de 2016.

### 2017–2020: Charli XCX, Jonsi e outros empreendimentos
Em março de 2017, a mixtape Number 1 Angel de Charli XCX foi lançada, produzida principalmente por Cook e outros, incluindo artistas e afiliados da PC Music, SOPHIE, Danny L Harle, Life Sim e EASYFUN, que criaram o projeto EasyFX com Cook. Isto foi seguido pela mixtape Pop 2, também com produção de Cook e outros. A Pitchfork Media deu á Pop 2 uma classificação de 8.4 em 10, chamando-o de "uma visão do que a música pop poderia ser" e "o melhor trabalho completo das respectivas carreiras de Charli e PC Music".
Em novembro de 2018, A. G. Cook contribuiu para o segundo álbum de estúdio de Tommy Cash, ¥€$. Cook é creditado como produtor em 5 faixas do álbum, incluindo o single principal, "X-RAY", que ele co-produziu com Danny L Harle.
Cook foi anunciado como o co-produtor executivo do terceiro álbum de estúdio de Charli XCX, Charli, lançado em 13 de setembro de 2019. Cook produziu seis dos sete singles do álbum, incluindo Gone, o terceiro single do álbum, que apresenta participação de Christine and the Queens. A música foi classificada como "Best New Music" pela Pitchfork e a melhor música da semana pela Stereogum.
Em 6 de abril de 2020, Cook e BJ Burton foram anunciados como co-produtores executivos do álbum de quarentena de Charli XCX, How I'm Feeling Now, que foi escrito em um estilo de código aberto, compartilhando o processo de produção online e utilizando a contribuição/conteúdo dos fãs.
Cook produziu a música, "Exhale", de Jónsi, sua primeira música solo em uma década, lançada em 23 de abril de 2020. Em julho de 2020, foi revelado que Cook é o produtor executivo de Shiver, o novo álbum de Jónsi que foi lançado em 2 de outubro 2020.

### 2020–presente:7G,Apple, Utada Hikaru
Em 30 de julho de 2020, Cook anunciou um próximo álbum de estúdio, 7G. Em 7 de agosto de 2020, ele realizou um concerto virtual com Caroline Polachek, Thy Slaughter e GRRL intitulado 7 by 7 no Zoom. O álbum foi lançado pela PC Music em 12 de agosto, compreendendo 49 faixas divididas em sete discos.
Em 20 de agosto de 2020, Cook anunciou outro álbum de estúdio, Apple. O anúncio veio com o lançamento do single, "Oh Yeah". O álbum foi lançado pela PC Music em 18 de setembro de 2020.
Antes do lançamento de seu segundo álbum, Apple, Cook organizou outro festival de transmissão ao vivo gratuito no Zoom, Bandcamp e Twitch, intitulado 'Appleville'. O festival contou com apresentações online íntimas de 100 Gecs, Aaron Cartier, Alaska Reid, Amnesia Scanner, Astra King, Baseck, Charli XCX, Clairo, Danger Inc, Dorian Electra, Felicita, Fraxiom, Hannah Diamond, Jimmy Edgar, Kero Kero Bonito, Namasenda, Ö, Oklou, Quiromancia, Planet 1999 e Quiet Local. O evento foi descrito por Cook como "uma fuga pastoral no conforto de sua própria casa, um campo verde infinito onde você pode sentar e assistir alguns de seus músicos favoritos lutando com as limitações de tempo e espaço". Ingressos VIP para a transmissão ao vivo foram vendidos no Bandcamp e incluíram acesso a gravações selecionadas do show. Todos os rendimentos da venda de ingressos foram doados para a Mermaids e Black Cultural Archives.
Após 5 anos de colaboração com Charli XCX, em novembro de 2020, a dupla recebeu o prêmio, Hitmakers Innovator of The Year da Variety.
Em dezembro de 2020, A. G. Cook participou do Projeto de Calendário do Surgimento de 12 Futuros Alternativos da LUCKYME Records. O remix "Planet's Mad" de Baauer e A. G. Cook foi lançado em 10 de dezembro.
Cook também colaborou com a cantora e compositora nipo-americana Hikaru Utada, co-produzindo a música tema do filme "One Last Kiss", a trilha sonora do filme de ficção científica animado japonês, Evangelion: 3.0+1.0 Thrice Upon a Time. A música foi lançada em 9 de março de 2021 e alcançou o #1 nas paradas de singles japonesas. Ele também co-produziu outra música com Utada, chamada Kimi ni Muchuu, que alcançou o #1 nas paradas de singles japonesas, e remixou a música "Face My Fears" de Utada para seu álbum, Bad Mode.
A partir de abril de 2021, Cook começou a lançar remixes de músicas de seus dois álbuns de 2020. Cook anunciou mais tarde que eles seriam incluídos em um álbum de remixes conjunto de 21 faixas intitulado Apple vs. 7G. O álbum foi lançado em 28 de maio e apresenta remixes dos artistas da PC, Easyfun e Hannah Diamond, bem como Caroline Polachek, Charli XCX e No Rome.
Cook lançou a versão remixada de "Spinning" de No Rome, com Charli XCX e The 1975, em maio de 2021.
Em junho de 2021, Cook apresentou e foi curador de seu primeiro show em uma residência de 4 partes na BBC Radio 6 Music como parte da série 'Lose Yourself with...'

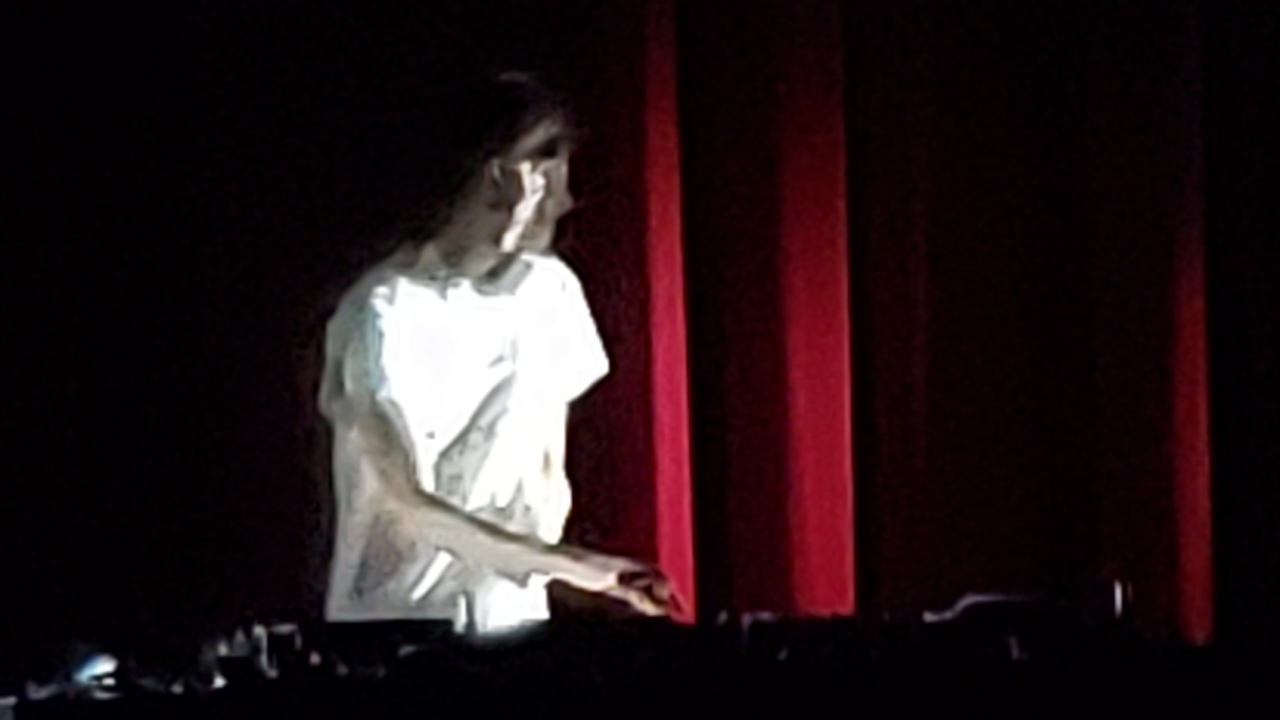
Cook se apresentando em 2022

Cook contribuiu para o álbum de remixes de Chromatica de Lady Gaga, fornecendo um remix para a faixa "911" ao lado de Charli XCX. O álbum foi lançado em setembro de 2021 e contou com remixes de Dorian Electra e Rina Sawayama.
Em outubro de 2021, Cook fez parceria com a Apple Inc. para lançar "Start Up", uma música que incorpora sons de produtos da Apple dos últimos 45 anos. Foi usado como música de introdução para um evento de mídia da Apple no mesmo mês.

## Artisticidade
O estilo de música de Cook amplifica os clichês da música pop mainstream dos anos 1990 e 2000. Ele segue o trabalho de "mega-produtores" como Max Martin e Jimmy Jam e Terry Lewis. Cook faz referência ao álbum de Scritti Politti, Cupid & Psyche 85, por sua "decisão consciente de pegar a música pop e torná-la o mais brilhante e detalhada possível". Ele cita a música pop coreana e japonesa como influências, bem como a subcultura gyaru.
Cook começa a construir faixas construindo acordes e melodias nota por nota. Ele prefere os sons de instrumentos virtuais e evita o design de som no início do processo, dando à sua música uma simplicidade inexpressiva. Ele experimenta combinar sons dissonantes, e os arranjos densos e multicamadas resultantes são influenciados pelas técnicas Black MIDI. Os arranjos de Cook são inspirados na música mecanizada do compositor, Conlon Nancarrow. Ao colaborar com outros artistas, ele prepara uma extensa demo para que eles possam completar as letras e gravar os vocais imediatamente. Cook processa completamente os vocais, cortando-os para usá-los como elemento rítmico sobre a melodia.
Em contraste com a maioria dos artistas da PC Music, Cook usa roupas simples. GFOTY brincando caracterizou seu estilo como normcore.

## PC Music
A PC Music foi fundada por A. G. Cook em 2013 e disponibilizou sua primeira música no SoundCloud no mesmo ano. A PC Music é conhecida por sua abordagem surreal ou exagerada da música pop, muitas vezes apresentando vocais femininos com pitch-shift e texturas sintéticas brilhantes. Artistas em sua lista incluem Hannah Diamond, Easyfun, Namasenda e Danny L Harle. A gravadora tem se caracterizado por abraçar a estética da publicidade, do consumismo e da marca corporativa. Seus artistas frequentemente apresentam personas inventadas inspiradas pela cibercultura. A gravadora inspirou elogios e críticas de jornalistas e foi chamada de "polarizadora". Em 2019, foi descrita pela Dazed como uma das 'gravadoras mais emocionantes da década de 2010'. Nos anos mais recentes, tem sido notada por sua influência no pop mainstream devido ao trabalho de produção dos signatários da PC Music para artistas como Kim Petras, Charli XCX e Jónsi.

## Vida pessoal
Cook se mudou para Los Angeles em 2019.

## Discografia
- 7G (2020)
- Apple (2020)
- Britpop (2024)

## Filmografia

### Filme
| Ano  | Filme                       | Papel     | Diretor(es)                     | Notas        |
| ---- | --------------------------- | --------- | ------------------------------- | ------------ |
| 2022 | Charli XCX: Alone Together. | Ele mesmo | Bradley Bell, Pablo Jones-Soler | Documentário |

### Vídeos musicais
| Ano  | Canção                       | Artista(s)                  | Papel                | Diretor(es)                                 | Notas                                                    |
| ---- | ---------------------------- | --------------------------- | -------------------- | ------------------------------------------- | -------------------------------------------------------- |
| 2016 | "VIPOTY"                     | GFOTY                       | Sneaky Picture Taker | Roland Waters                               | Curta-metragem de acompanhamento para o EP de mesmo nome |
| 2016 | "Vroom Vroom"                | Charli XCX                  | Ele mesmo            | Bradley&Pablo                               |                                                          |
| 2016 | "After the Afterparty"       | Charli XCX                  | Zumbi                | Diane Martel                                |                                                          |
| 2017 | "Month of Mayhem"            | GFOTY                       | Ele mesmo            | Mr. E                                       |                                                          |
| 2017 | "Boys"                       | Charli XCX                  | Ele mesmo            | Charli XCX e Sarah McColgan                 |                                                          |
| 2018 | "X-Ray"                      | Tommy Cash                  | Ele mesmo            | Tommy Cash e Anna-Lisa Himma                |                                                          |
| 2020 | "Party"                      | Planet 1999                 | Ele mesmo            | Aidan Zamiri e Eamonn Freel                 |                                                          |
| 2020 | "Oh Yeah"                    | A. G. Cook                  | Ele mesmo            | A. G. Cook                                  |                                                          |
| 2020 | "Silver"                     | A. G. Cook                  | Ele mesmo            | A. G. Cook e Aaron Chan                     |                                                          |
| 2020 | "Today (Live at Appleville)" | A. G. Cook                  | Ele mesmo            | Rick Farin & Claire Cochran                 |                                                          |
| 2020 | "Beautiful Superstar"        | A. G. Cook                  | Ele mesmo            | Prosper Unger-Hamilton e A. G. Cook         |                                                          |
| 2020 | "Boys From Town"             | Alaska Reid                 | Ele mesmo            | Santiago Cendejas, A. G. Cook e Alaska Reid |                                                          |
| 2020 | "Jumper"                     | A. G. Cook                  | Ele mesmo            | A. G. Cook e Aaron Chan                     |                                                          |
| 2020 | "Big Bunny"                  | Alaska Reid                 | n/a                  | A. G. Cook                                  | Apenas como diretor                                      |
| 2020 | "Warm"                       | Alaska Reid                 | n/a                  | A. G. Cook                                  | Apenas como diretor                                      |
| 2021 | "Idyll"                      | A. G. Cook                  | n/a                  | Daniel Swan                                 | Apenas como artista principal                            |
| 2021 | "Show Me What"               | A. G. Cook & Cecile Believe | n/a                  | Prosper Unger-Hamilton                      | Apenas como artista principal                            |
| 2022 | "Every Rule"                 | Charli XCX                  | Ele mesmo            | Imogene Strauss e Luke Orlando              |                                                          |